# Marne
Marne (oznaka 51) je francoski departma, imenovan po reki Marni, ki teče skozenj. Nahaja se v regiji Šampanja-Ardeni.

## Zgodovina
Departma je bil ustanovljen v času francoske revolucije 4. marca 1790 iz dela nekdanje pokrajine Šampanje.
Ozemlje je bilo v prvi svetovni vojni prizorišče dveh vojaških spopadov. Prvega leta 1914 in drugega v letu 1918.

## Geografija
Marne (Marna) leži v osrednjem delu regije Šampanja-Ardeni. Na severu meji na Ardene, na vzhodu na lorenski departma Meuse, na jugu na departmaja Gornjo Marno in Aube, na jugozahodu na departma regije Île-de-France Seine-et-Marne, na severozahodu pa na pikardijski departma Aisne.